# 펠레요에즈엘기보르아비아드사르샬롬
펠레조에즈엘기보르아비아드사르샬롬(Pele-joez-el-gibbor-abi-ad-sar-shalom)은 히브리어 성경의 이사야서 9장5절 또는 영어 성경의 이사야 9장 6절에 나오는 예언적 이름 또는 칭호이다. 이는 이사야서 7장, 8장, 9장에 나오는 일련의 예언적 이름 중 하나이며, 특히 이전 장의 임마누엘과 마헬살랄하스바스를 포함한다(이사야서 8장 1-3절). 이는 앗수르 왕이 사마리아와 다메섹을 약탈할 임박함을 언급한 것이다.
펠레조에즈엘기보르아비아드사르샬롬의 의미는 "전능하시고 영존하시는 아버지시요 평화의 통치자이신 하나님은 모략에 기묘하시도다"(Hertz 1968)로 해석된다.

## 기독교 해석
부분적으로 마태복음 4장에 나오는 이사야서 9장 2절의 인용문이 근접하다는 점에 근거하여 기독교 해석에서는 그 이름이 예수와 메시야 예언을 가리키는 것으로 받아들여진다. 학교 및 대학을 위한 케임브리지 성경에서는 여기에서 "영웅-하나님"(Hero-God)이라는 용어가 "전능하신 하나님"(Mighty God)보다 더 낫다고 주장하며 이사야서 10장 21절에서도 이와 유사하다.
전체 구절은 헨델의 메시아 대본에 인용되어 있다.